# Искусство шелкографии. XX век
«Искусство шелкографии. XX век. История, феноменология, техники, имена»
— монография А. Б. Парыгина, первое и единственное на русском языке на сегодняшний день развернутое исследование глобальной истории и феномена шелкографии в современном искусстве.

## Характеристика книги

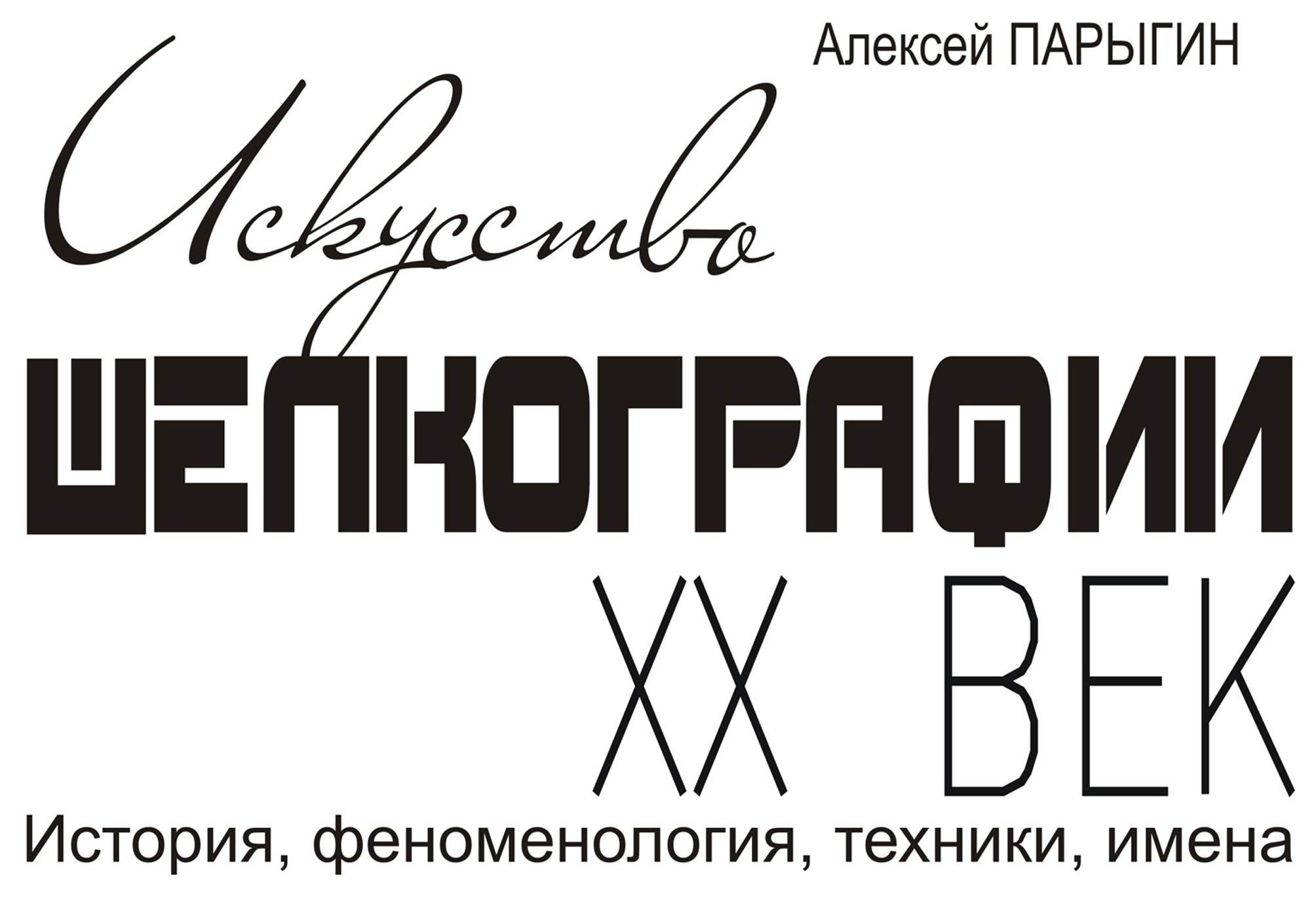
Заголовок титульного листа кгниги

«Искусство шелкографии. XX век. История, феноменология, техники, имена» — второе издание, переработанное и дополненное. Первое издание, с несколько иным названием, было опубликовано автором в 2009 году — «Шелкография как искусство. Техника, история, феноменология, художники».
Книга А. Б. Парыгина была опубликована осенью 2010. 16 ноября того же года в читальном зале научной библиотеки СПб Союза художников прошло ее обсуждение, на котором автор рассказал о характере и особенностях издания. Присутствовали и выступали Дмитрий Я. Северюхин, Николай И. Благодатов, Елена И. Григорьянц, Олег Ю. Бурьян, Владимир А. Емельянов, Наталья В. Сердюкова, Юрий И. Казимов, Мария Б. Парыгина, Александр И. Мажуга, Дарья О. Антипова и многие другие петербургские искусствоведы и художники.
В книге анализируется историография, происхождение и генезис технологии и техники шелкографии, дается анализ развития и картина её бытования в мировом искусстве XX века, в искусстве России и отдельных республиках СССР. Анализируется феноменология шелкографии — специфические качества её изобразительного языка, основные прикладные функции, рассматривается вопрос о подвижности границ понятия авторская шелкография. В отдельных параграфах препарируются разные мотивации собирательского интереса к этому виду графического искусства.
Давая исторический экскурс развития авторской шелкографии, Парыгин подробно останавливается и на России. Характеризуя специфику бытования шелкографии в СССР в 1960-1980-е, как противоречивый и сложный по отношению к технологии, но интересный. В числе названных в книге художников — участник знаменитых «газаневских» выставок ленинградец Алек Рапопорт, москвичи Эдуард Гороховский, Эрик Булатов и другие, экспериментировавшие с техникой шелкографии на рубеже 1970-1980-х годов. Отдельное место в работе отведено ленинградским графикам, пионерам шелкографского движения и популяризаторам этой техники, таким например, как Николай Кофанов. Рассматривается вклад в графическое искусство московских и петербургских (ленинградских) шелкографских студий работавших в XX веке.
Во многом для мировой художественной практики второй половины ХХ и начала XXI века шелкография является тем же, чем в Европе была литография на рубеже XIX и XX веков, офорт — в XIX и XVIII веках, резцовая гравюра — в XVII, гравюра на дереве — в XV-XVI веках.
При всей полиграфической скромности, монография Парыгина вышла на три года раньше большого (наиболее полного на сегодня) исследования швейцарского автора Гвидо Ленгвилера (англ. Guido Lengwiler) «История шелкографии: как искусство превратилось в индустрию» (A History of Screen Printing: How an Art Evolved Into an Industry), которая была выпущена в ноябре 2013 года в США (на английском языке).
При этом в работе швейцарского автора основной темой исследования, вынесенной в заголовок книги ("как искусство превратилось в индустрию") является промышленно-технологическая история техники шелкографии. В отличие от работы Парыгина, в которой рассматриваются, в первую очередь, творческие аспекты техники, связанные с историей авторской печатной графики.
Образно говоря, если несколько абстрагироваться от детализации и сюжетной конкретики, то творческая шелкография родилась в конце 1930-х годов, через соединение формальных идей раннего европейского авангарда и передовой печатной технологии (обладавшей древнейшими восточными корнями) на практически белом листе американского искусства, что является одним из первых примеров тотального взаимопроникновения, взаимовлияния и взаимозависимости в искусстве эпохи глобализации.
В числе художников, о практическом опыте работы в шелкографии которых идёт речь в монографии: Джозеф Альберс, Джакомо Балла, Уилл Барнет, Вилли Баумейстер, Борис Бельский, Джон Битти, Йозеф Бойс, Жан Брюллер, Виктор Вазарели, Энтони Велонис, Том Вессельман, Фритц Винтер, Наум Габо, Гай Маккой, Альбер Глез, Адольф Готлиб, Георг Гросс, Стюарт Дэвис, Вальтер Дексель, Александер Джексон, Джаспер Джонс, Тео ван Дусбург, Жан Дюбюффе, Марсель Дюшан, Галина Завьялова, Франц фон Цюлов, Роберт Индиана, Альфред Кассон, Эльсуорт Келли, Макс Артур Кон , Фернан Леже, Рой Лихтенштейн, Роберт Мазервелл, Анри Матисс, Жоан Миро, Гвидо Молинари, Йошитоши Мори, Бруно Мунари, Тимур Новиков, Ларс-Гуннар Нордстрем , Клас Олденбург, Эдуардо Паолоцци, Пабло Пикассо, Джексон Поллок, Серж Поляков, Рене Портокарреро, Алек Рапопорт, Роберт Раушенберг, Эд Рейнхардт, Джеймс, Розенквист, Эд Рушей, Джино Северини, Теофиль-Александр Стейнлен, Пьер Сулаж, Энди Уорхол, Александр Флоренский, Дэмьен Херст, Зураб Церетели, Иосиф Эльгурт, Эртэ, Ричард Эстес.
Шелкография, будучи использованной в искусстве, продолжает нести на себе налет массовой культуры, что во многом обусловлено традиционным применением этой техники в рекламе и упаковке. В сфере искусства эта связь особенно акцентировалась представителями поп-арта. И это же явилось основанием для недооценки шелкографии в качестве авторской тиражной техники со стороны классического искусствоведения.
Не в последнюю очередь, по мнению автора, именно подобная специфичность техники делает ее привлекательной для современных художников. С исследовательской точки зрения это особенно интересно. Получается, что в шелкографии органично синтезируется массовое и индивидуальное, причем границы между ними зачастую стираются, что делает технику в определенном смысле уникальной.
Являясь первой книгой, посвященной истории и феноменологии трафаретной печати, с ясной структурой и большим объёмом введённого в научный оборот фактологического материала, монография Парыгина очень быстра была разобрана на цитаты. Некоторые её параграфы, отдельные фрагменты и аналитические данные ряд недобросовестных авторов-плагиаторов не без успеха выдаёт за собственные исследования.
Как пример материал М. В. Асалхановой «Развитие трафаретной печати: от техники к искусству», почти полностью списанный с параграфа «Предыстория шелкографии».

### История написания

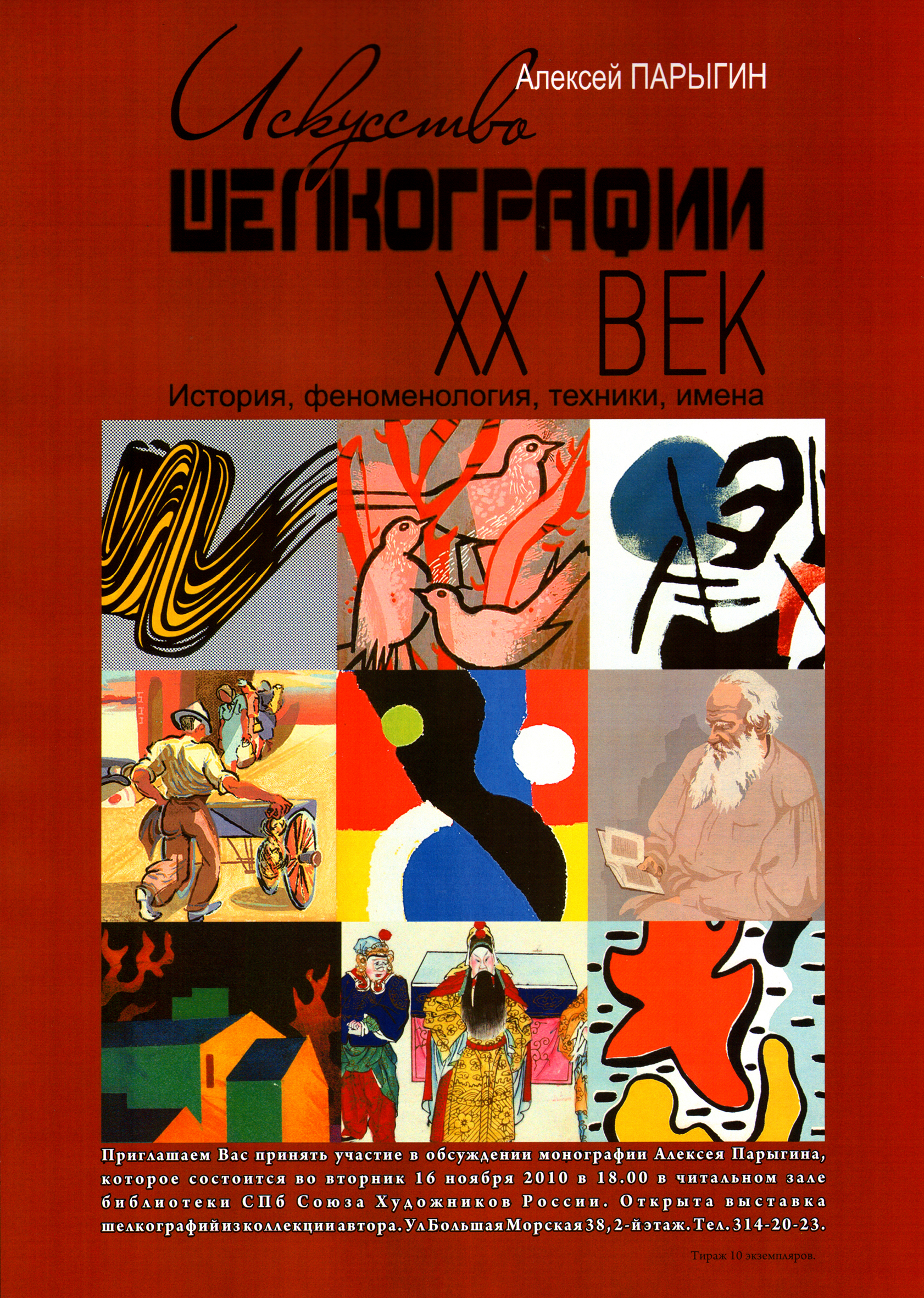
Искусство шелкографии. XX век. Афиша. 2010, 16 ноября

Книга Парыгина «Искусство шелкографии. XX век. История, феноменология, техники, имена» написана на основе материалов его кандидатской диссертации по искусствоведению: «Шелкография как феномен искусства XX века» (ВАК 17.00.09. — «Теория и история искусства». 2002). Руководитель — доктор философских наук Т. Е. Шехтер, официальные оппоненты — доктор культурологии Г. К. Щедрина, кандидат искусствоведения Н. М. Козырева (ГРМ). 
Отзывы на диссертацию: доктор философии Т. В. Горбунова (отзыв ведущей организация: СПб ГХПА им. Штиглица), Т. Н. Косоурова, заведующая сектором ДПИ (Эрмитаж), кандидат искусствоведения Г. Ю. Ершов, искусствовед А. Г. Раскин и др. По итогам защиты научное исследование было рекомендовано к публикации.
В течение последующих семи лет текст диссертации уточнялся и перерабатывался, адаптировался к издательским требованиям. Книга «Шелкография как искусство. Техника, история, феноменология, художники» вышла в конце лета 2009 года (подписано в печать 30.06.2009) в издательстве СПб ГУТД (тир. 500 экз., мягкая обложка, 20 × 14 см), без иллюстраций. Второе издание вышло осенью 2010 года (подписано в печать 26.02.2010), опубликовано тем же издательством, с несколько иным названием, — «Искусство шелкографии. XX век. История, феноменология, техники, имена», с доработанным текстом и дополненное цветными иллюстрациями (тир. 250 экз., мягкая обложка, 20 × 14,5 см).
Рецензентами первого издания монографии «Шелкография как искусство. Техника, история, феноменология, художники» выступили: доктор философских наук, профессор, Т. Е. Шехтер, доктор психологических наук, профессор Г. Л. Ержемский, кандидат философских наук Е. И. Григорьянц.
Изданию книги предшествовало, и сопровождало его, публикация автором статей по целому ряду взаимосвязанных вопросов предмета исследования: первенство использования шелкографии в качестве техники искусства; региональные школы и ранняя история процесса; хронология и география его распространения в мире; взаимосвязь новейших течений и технологических новаций в искусстве. Шелкография в искусстве США, Канады и Кубы (1920-60-е), в европейском искусстве: Германия, Англия, Франция, Финляндия (1930-60-е) и СССР, искусстве Китая.

## Аннотация
Написанная простым и доступным языком, монография является настоящей энциклопедией шелкографии и представляет значительный интерес для специалистов-искусствоведов, коллекционеров печатной графики и самого широкого круга читателей, как первая работа, всесторонне раскрывающая проблематику мировой художественной шелкографии. В книге рассматриваются и анализируются: предыстория и история развития шелкографии, технология и техники печати, социокультурный аспект феномена и личности, оказавшие наибольшее влияние на его формирование. Обсуждается один из наиболее актуальных аспектов современного искусства – вопрос соотношения в нем уникального и тиражного.
Книга иллюстрирована (56 цв. репродукций на 32 стр.) и снабжена обширным справочным аппаратом, включающим биографический перечень (256 персоналий), каталог авторских шелкографий (около 800 работ) и библиографию (73 публикации).

## Структура книги

### Введение
Шелкография как печатная техника, практикуемая в изобразительном искусстве, и как его конечный продукт — оригинальное авторское произведение — эстамп, а также как специфический, сложный и весьма неоднозначный феномен современной культуры в последнее время привлекает к себе внимание самого широкого круга специалистов — художников и коллекционеров, историков и теоретиков искусства, критиков и кураторов музейных собраний.
Генетически берущая своё начало в ремёслах и декоративно-прикладных искусствах стран востока, шелкотрафаретная печать получила ныне широкую известность и признание в художественной практике многих стран мира: России, США, Германии, Франции, Англии, Бразилии, Кубы, Италии и десятков других государств со всех пяти континентов.
При этом если на ранней стадии своего развития, приблизительно до начала 1950-х годов, шелкография применялась преимущественно в промышленных и коммерческих целях, то сегодня она занимает одно из ведущих мест в ряду других методов создания визуально воспринимаемого художественного материала.
В прошедшем столетии шелкотрафаретная печать получила значительное распространение и использование не только как способ изготовления копий в прикладном искусстве, промышленном дизайне, при создании факсимильных репродукций или в сфере большой полиграфии, но и как один из самодостаточных видов авторской печатной графики, обладающий ярко выраженными качествами и возможностями собственного пластического языка, входящего в лексикон художников всех направлений, в различных видах (графике, живописи, скульптуре) и жанрах изобразительного искусства <...>

### Оглавление
ИСТОРИОГРАФИЯ ШЕЛКОГРАФИИ
- Мировой опыт исследования шелкографии
- Исследование шелкотрафарета в России

ТЕХНИКИ ШЕЛКОГРАФИИ
- Происхождение термина «шелкография»
- Техники шелкографии

ГЕНЕЗИС ШЕЛКОГРАФИИ
- Предыстория шелкографии
- Шелкография – вопрос первооткрывателя
- Шелкография – начальный период

ШЕЛКОГРАФИЯ В ИСКУССТВЕ XX ВЕКА
- Шелкография в США
- Шелкография в Канаде
- Шелкография на Кубе и в Латинской Америке
- Шелкография в Европе
- Шелкография в Германии и Австрии
- Шелкография во Франции
- Шелкография в Англии
- Шелкография в Италии
- Шелкография в России
- Шелкография в Скандинавии и Восточной Европе
- Шелкография в Японии
- Шелкография в Китае
- Шелкография во Вьетнаме

ФЕНОМЕНОЛОГИЯ ШЕЛКОГРАФИИ
- Качества языка шелкографии
- Границы авторской шелкографии
- Природа феномена шелкографии
- Социально-психологический аспект феномена шелкографии
- Место шелкографии в современном искусстве
- Основные функции шелкографии
- Феномен шелкографии в социокультурном контексте эпохи
- Шелкография на рынке современного искусства
- Мотивация собирательского интереса к шелкографии

- Заключение
- Пояснения к атрибуциям шелкографий
- Каталог работ
- Биографический указатель
- Библиография
- Список репродукций
- Иллюстрации

## Критика, статьи
- Назимко Е. Г. Проблема определения термина «Графика» и классификация видов техники графики в отечественном искусствоведении второй половины ХХ — начале XXI века // Творчество и современность, 2017. — С. 95-101[41].
- Парыгин А. Б. Искусство шелкографии. XX век (авторский комментарий). — Петербургские искусствоведческие тетради, выпуск 71, СПб.: АИС, 2022. — С. 97—102.
- Щеглов С. А. Сериграфия // Визуальная культура: дизайн, реклама, информационные технологии: сб. н. трудов по материалам XIV международной научно-практической конференции. Науч. ред. Л. М. Дмитриева, Омск: ОГТУ, 2015. — С. 48-53.
- Коробкина Т. Б. Книги о шелкографии Алексея Парыгина. — Петербургские искусствоведческие тетради, № 31, СПб.: АИС, 2014. — С. 14-16.
- Назимко Е. Г. Современные проблемы классификации техник печатной графики // Мир науки, культуры и образования. № 1 (32)., Горно-Алтайск, 2012. — С. 24-26.
- Григорьянц Е. И. Феномен шелкографии (о монографии А. Б. Парыгина) // Дизайн. Материалы. Технология. № 2 (17), СПб.: СПб ГУТД, 2011. — С. 90-94, цв. ил.
- Антипина Д. О. Искусство шелкографии (рецензия на книги А.Б. Парыгина) // Вестник СПб Государственного университета технологии и дизайна. — 2011. — Серия 3. № 1, СПб.: СПб ГУТД, 2011. — С. 70-72, ил.
- Северюхин Д. Я. Искусство шелкографии (про монографию А. Б. Парыгина Искусство шелкографии. XX век). Петербургские искусствоведческие тетради, № 21., СПб.: АИС, 2011. — С. 210–213.
- Григорьянц Е. И. Феномен шелкографии (рецензия на монографию А. Б. Парыгина). — Петербургские искусствоведческие тетради, № 21., СПб.: АИС, 2011. — С. 214–218.
- Мажуга А. И. Несколько слов о книге А. Б. Парыгина «Шелкография как искусство». — Петербургские искусствоведческие тетради, № 21., СПб.: АИС, 2011. — С. 219–221.